# Pentax *ist DL
Pentax *ist DL — 6 мегапиксельный цифровой зеркальный фотоаппарат. Анонсирован 1 июня 2005 года. Максимальное разрешение снимка — 3008×2008 пикселов. ПЗС-матрица формата APS-C. Диапазон выдержек от 30 до 1/4000 секунды. Диапазон чувствительности от 200 до 3200 ISO. По сути, *ist DL была не совсем новой камерой, а лишь несколько измененной *ist DS. До сих пор *ist DL является самой лёгкой цифровой зеркальной камерой Pentax.

## Список отличий от предыдущей модели*ist DS
- Автовыбор ISO.
- Три зоны автофокуса вместо одиннадцати. Подсветка фокусировочных точек в видоискателе отсутствует.
- Режимы «широкой» или точечной автофокусировки.
- Добавлен фильтр «мягкий» в постобработке изображения средствами камеры.
- Количество кадров в серии при непрерывной съёмке уменьшено с 8/5 до 5/3 (JPEG/RAW)
- Пентапризма заменена пентазеркалом с 0,85× увеличением
- Установлен другой фокусировочный экран «Natural-Bright-Matte II».
- Увеличен ЖК-монитор с 2" до 2,5".
- Отсутствует TTL-датчик[2].
- Два новых языка: шведский и датский.
- Снижен вес с 505 до 470 г.
- Два варианта расцветки корпуса: чёрный и серебристый.